# Haverskerque
Haverskerque település Franciaországban, Nord megyében. Lakosainak száma 1385 fő (2022. január 1.). Haverskerque Morbecque, Thiennes, Saint-Floris, Saint-Venant és Merville községekkel határos.

## Népesség
A település népességének változása:
| Lakosok száma | 1491 | 1459 | 1467 | 1425 | 1419 | 1413 | 1408 | 1401 | 1385 |
|               | 2013 | 2015 | 2016 | 2017 | 2018 | 2019 | 2020 | 2021 | 2022 |